# Sem Açúcar
Sem Açúcar é o primeiro álbum da banda portuguesa Salada de Frutas lançado pela gravadora Rossil em 1980, com Lena d'Água como vocalista.

## Faixas
1. Escuta aí
2. Máquina
3. Para ti
4. Bolonha
5. Como se eu fosse tua
6. Lágrimas e risos
7. Woodstock
8. Shuy the shock
9. Rodinha